# La Vie promise (film)
Pour les articles homonymes, voir La Vie promise (homonymie).
Pour plus de détails, voir Fiche technique et Distribution.
La Vie promise est un film français d'Olivier Dahan sorti en 2002.

## Synopsis
Sylvia, une jeune femme, se prostitue à Nice. Elle vit une relation douloureuse avec sa fille Laurence. Forcées toutes les deux de prendre la fuite, elles se lancent dans une cavale, à la recherche du premier mari de Sylvia dont elle a eu un fils. Leur route croise celle de Joshua, un homme en liberté provisoire qui a choisi de ne pas retourner en prison.

## Fiche technique
- Titre original : La Vie promise
- Réalisation : Olivier Dahan
- Scénario : Agnès Fustier-Dahan et Olivier Dahan
- Production : Éric Névé
- Société de production : BAC Films
- Photographie : Alex Lamarque
- Créatrice de costumes : Gigi Lepage
- Montage : Richard Marizy
- Pays :  France
- Genre : Drame psychologique
- Durée : 93 minutes
- Format : couleur
- Date de sortie :
  -  France : 4 septembre 2002

## Distribution
- Isabelle Huppert : Sylvia
- Pascal Greggory : Joshua
- Maud Forget : Laurence
- André Marcon : Piotr
- Fabienne Babe : Sandra
- Volker Marek : Père de Piotr
- Janine Souchon : Marie-Josée
- Louis-Do de Lencquesaing : Maquereau 1
- David Martins : Maquereau 2
- Édith Le Merdy : Femme hameau
- Denis Braccini : Policier en civil
- Irène Ismaïloff : Femme du policier en civil
- Naguime Bendidi : Camionneur
- Frédéric Maranber : Gérant motel
- Valérie Flan : Femme ferme
- Paul-Alexandre Bardela : Petit garçon ferme
- Abdelkader : Policier Péage
- Gilles Treton : Employé de la Poste